# Гама, Жуана да
Жуа́на да Га́ма (порт. Joana da Gama; до реформы 1911 года — порт. Joanna da Gama; предположительно около 1520, Виана-ду-Алентежу — 21 сентября 1586) — португальская религиозная писательница и поэтесса XVI века, автор единственного сборника «Изречения монахини» (Ditos da Freyra). Предполагается, что в истории португальской литературы была первой писательницей, или же стала первой женщиной, сочинения которой были впервые напечатаны на португальском языке.

## Передача имени на русский язык
Вероятнее всего К. Н. Державин при передаче имени писательницы несколько ошибся только в предлоге, поскольку вместо Жуана де Гама (Joana de Gama, ум. 1568) все источники указывают Жуана да Гама (Joana da Gama; до реформы орфографии 1911 года Joanna da Gama).

## Биография
Источники указывают только точную дату смерти 21 сентября 1586 года, из которой заключается примерная дата рождения около 1520 года.
Родилась в знатной семье Мануэла де Кашку (Manuel Casco, точнее Manuel do Casco, или в орфографии до 1911 года Manoel do Casco) и Филиппы да Гама (Filippa da Gama). Не исключается вероятность того, что была дальней родственницей Васко да Гамы. Представляется, что Жуана да Гама не могла быть рабыней королевы, поскольку источники указывают на её происхождение из знатного рода. Замужество продлилось полтора года. После смерти мужа переехала из родных мест в Эвору, где основала приют Спасителя (recolhimento do Salvador do Mundo), в котором обосновалась, соблюдая устав Третьего регулярного ордена францисканцев (монашеская конгрегация францисканок), хотя нет документальных подтверждений того, что была монахиней. Исследователи нашего времени полагают, что писательница не была монахиней, ни тем более не принадлежала к ордену францисканцев, даже несмотря на указание в названии сборника её сочинений.
Жизнь в приюте продолжалась до того времени, пока кардинал дон Энрике не приказал снести здание для расширения коллегиума иезуитов. Всем содержавшимся в нём следовало перебраться к своим родственникам до того времени, пока для них не будет построено новое здание.
Умерла 21 сентября 1586 года и была похоронена в Эворе в церкви Милосердия.

## Творчество
Литературоведы обходят молчанием сборник Жуаны да Гама. Так в указателе авторов, упоминаемых в «Истории португальской литературы» А. Ж. Сарайвы и О. Лопеша Жуана да Гама не обозначена. Творчество писательницы попало в фокус внимания главным образом исследовательниц (Анне-Мари Кинт, Anne-Marie Quint) лишь в конце XX начале XXI века. В 2010 году было осуществлено переиздание сочинений Жуаны да Гама. Из текстов выводится, что автор не обладала высоким уровнем образования, не знала латынь, знания её были ограничены, из чего следует, что писательница занималась самообразованием.
Первая часть сборника состоит из выстроенных в алфавитном порядке афоризмов, вторая содержит поэтические произведения, именуемые троваш (trovas) — это вилансеты,  сонеты, кантиги.

## Издания
- Gama J. da. Ditos da freyra : Ditos diuersos feytos por hũa freyra da terceyra regra. Nos quaes se cõtẽ sentẽças muy notaueys, e auisos nacessarios :  [порт.] / Joana da Gama. — 1.ª ed. — Andre de Burgos, 1555. — (60 f.) 120 p.

Первое издание было выпущено без указания издателя, места и года публикации.
- Gama J. da. Ditos da Freyra :  [порт.] / Joana da Gama / revistos por Tito de Noronha. — Conforme a ed. quinhentista. — Porto ● Braga : E. Chardron, 1872. — XIV, 107 p.